# Římskokatolická farnost Jankovice
Římskokatolická farnost Jankovice je územní společenství římských katolíků s farním kostelem Nanebevzetí Panny Marie v děkanátu Uherské Hradiště.

## Historie farnosti
Obec založil 1. února 1648 majitel napajedelského panství hrabě Jan z Rottalu a po něm byla i pojmenována jako Janíkovice. Dnešní název dostala v roce 1715. Farní kostel Nanebevzetí Panny Marie byl postaven v letech 1839–1841.

## Duchovní správci
Od července 2013 je administrátorem excurrendo R. D. Mgr. Vojtěch Daněk. Toho od července 2017 vystřídal R. D. Mgr. Pavel Jagoš.

## Bohoslužby
| Kostel                         | Místo     | Bohoslužba (den) | Hodina                                    | Poznámka     |
| ------------------------------ | --------- | ---------------- | ----------------------------------------- | ------------ |
| kostel Nanebevzetí Panny Marie | Jankovice | neděle úterý     | 10.30 17.00 /zimní čas)/18.00 /letní čas) | farní kostel |

## Významní rodáci
- P. Antonín Zgarbík, jezuita a oběť komunistické totality

## Aktivity ve farnosti
Pravidelně se konají duchovní obnovy, setkání společenství, výuka náboženství, při bohoslužbách zpívá schola mládeže i chrámový sbor.
Ve farnosti se pravidelně pořádá tříkrálová sbírka. V roce 2017 dosáhl výtěžek sbírky v Jankovicích 11 119 korun.